# جاي لي رانكين
جاي لي رانكين (بالإنجليزية: J. Lee Rankin)‏ هو أستاذ جامعي ومحامي أمريكي، ولد في 8 يوليو 1907 في هارتينغتون في الولايات المتحدة، وتوفي في 26 يونيو 1996 في سانتا كروز في الولايات المتحدة.

## وصلات خارجية
- جاي لي رانكين على موقع إن إن دي بي (الإنجليزية)